# Bocaina do Sul
Bocaina do Sul är en kommun i Brasilien.   Den ligger i delstaten Santa Catarina, i den södra delen av landet, 1 300 km söder om huvudstaden Brasília. Antalet invånare är 3 290.
I omgivningarna runt Bocaina do Sul växer i huvudsak städsegrön lövskog. Runt Bocaina do Sul är det mycket glesbefolkat, med 5 invånare per kvadratkilometer.